# Inversor

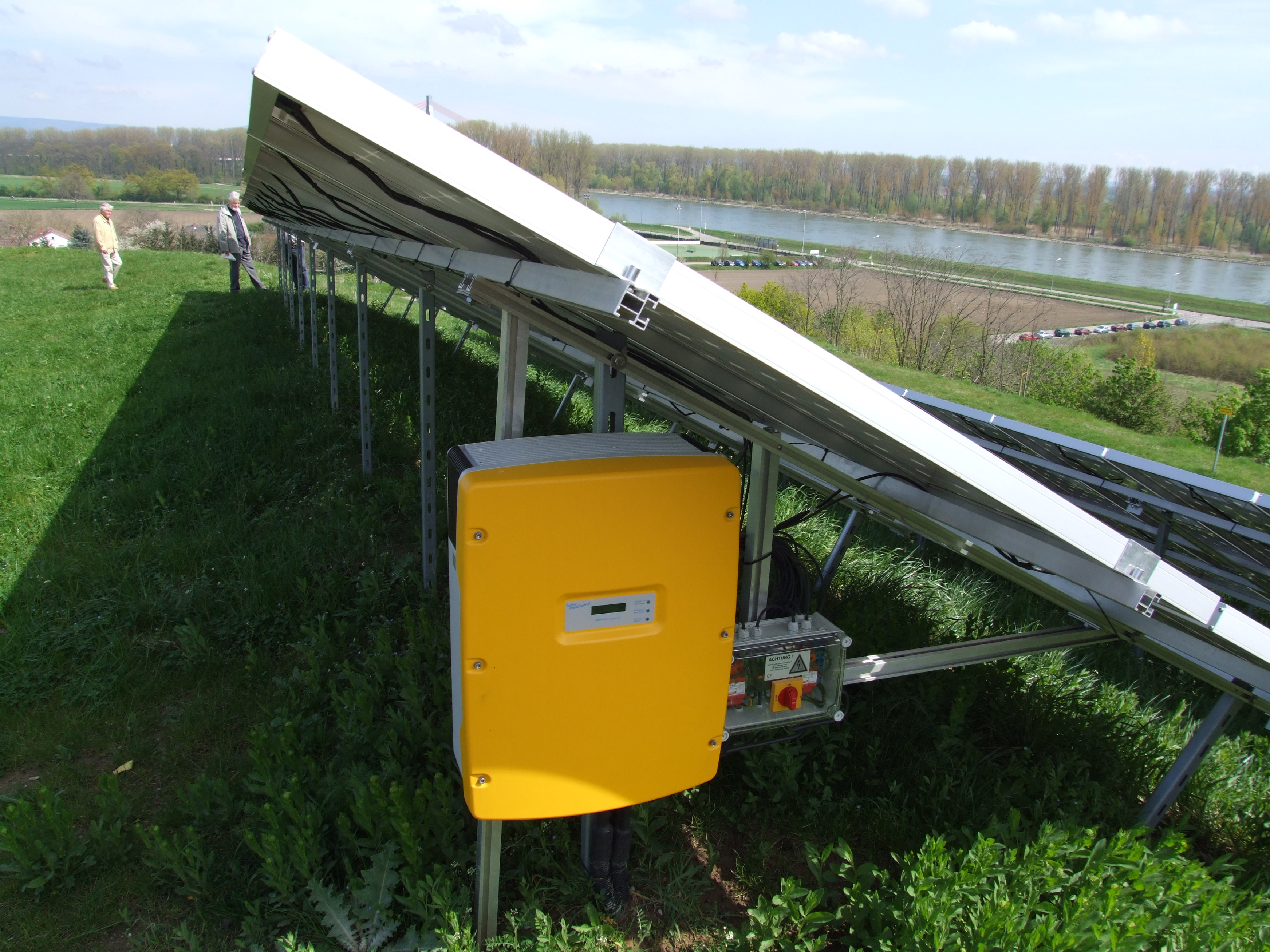
Um inversor para um solar montado planta free-standing, em Speyer, às margens do Reno.

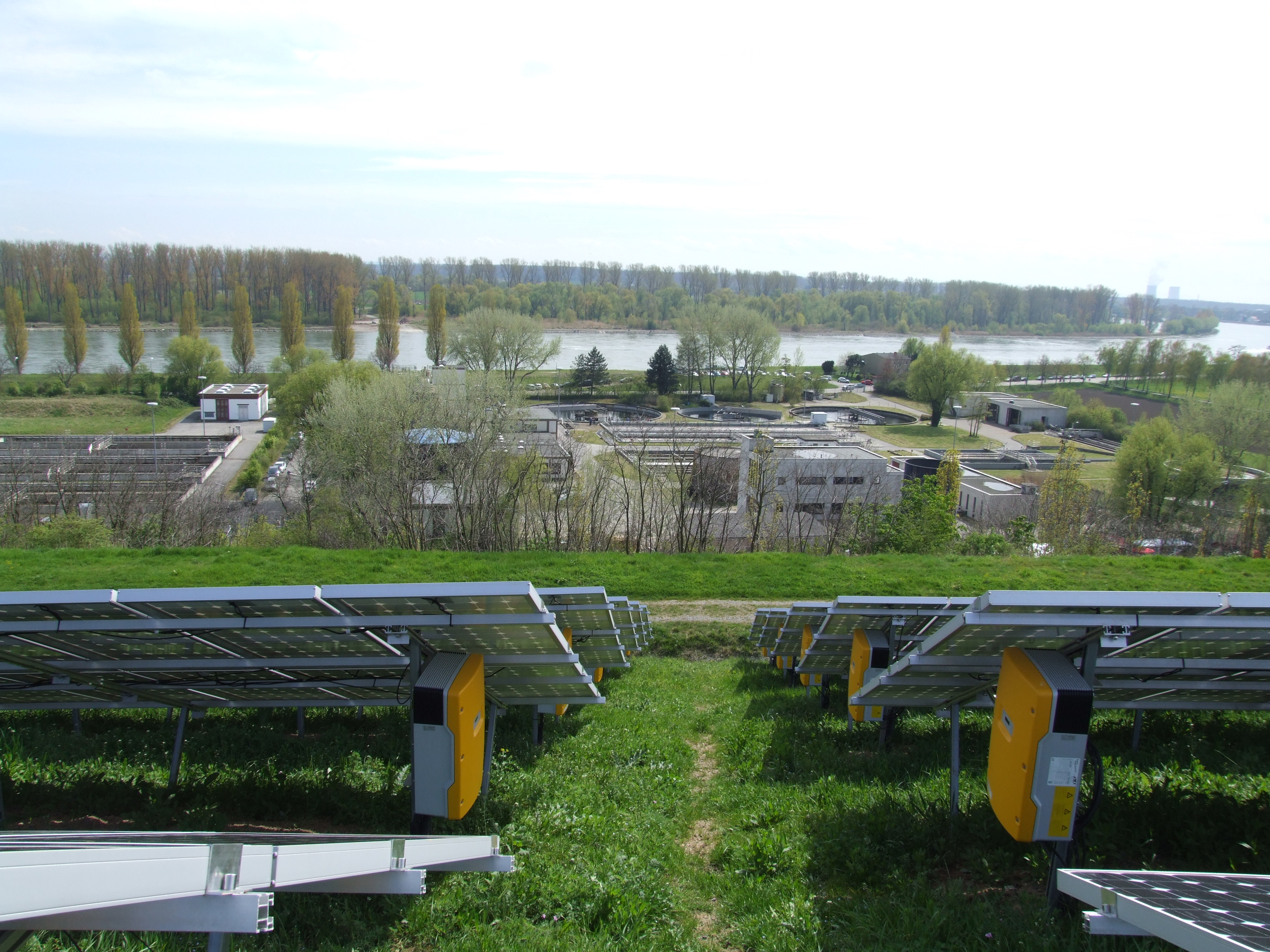
Visão geral do inversor

Um inversor, ou ondulador, é um dispositivo elétrico ou eletromecânico formado por um conjunto de componentes eletrônicos capaz de converter e controlar um sinal elétrico CC (corrente contínua) em um sinal elétrico CA (corrente alternada), este também realiza transformação de frequência elétrica. É formado basicamente por componentes elétricos como: resistor, capacitor, indutor, regulador de tensão e, MOSFET.

## Descrição do funcionamento
O processo de inversão consiste em fornecer, na saída do inversor, uma tensão alternada ou corrente alternada (220 V/60 Hz, por exemplo), utilizando para isso tensão/corrente contínua como alimentação (por exemplo, uma bateria de carro convencional de 12 V).
Para tal, utilizam-se interruptores ou chaves eletrónicas. Estas chaves controladas podem ser transistores, IGBTs, IGCTs ou MOSFETs.

## Principais aplicações
- Um inversor pode ser usado como inversor de frequência onde sua aplicação é de alterar a frequência da rede elétrica para alterar a rotação de motores elétricos.[3]  Podemos encontrar inversores dentro do "no-break" (UPS), onde convertem a energia da bateria para CA.  Pode ser usado como transporte de energia elétrica, em corrente contínua ([carece de fontes?]). Neste caso, a energia é gerada em corrente alternada, em seguida é retificada transformando-a em corrente contínua, é transportada, e no fim é convertida em corrente alternada utilizando um inversor.  São utilizados em aplicações envolvendo energia solar e energia eólica, tanto no fornecimento aos consumidores locais (da própria residência) como na interligação com as concessionárias de energia elétrica (para maiores detalhes, veja Inversor Grid-Tie).  Também é utilizado para compensar distúrbios na rede elétrica (quedas de tensão, por exemplo). Quando a intensidade da luminosidade de lâmpadas convencionais (incandescentes) oscila em horários de pico, o que está se passando com a tensão elétrica ali é uma oscilação na sua tensão. É sabido que isso pode danificar aparelhos eletroeletrônicos domésticos, entre outros.[carece de fontes?]

### Sistema fotovoltáico
Existem alguns tipos de inversores utilizados em sistemas fotovoltáicos:
- Inversor grid-tie (on grid);[4]
- Inversor string (string inverter);[4]
- Inversor off grid;[4]
- Inversor híbrido;[4]
- Microinversor;[4]
- Inversor central;[4]
- Inversor transformer-less (sem transformador.[4]